# Zorynsk
Zorynsk (ukrajinsky Зоринськ, rusky Зоринск – Zorinsk) je město v Luhanské oblasti na Ukrajině, které je ovšem od roku 2014 v rámci rusko-ukrajinské války pod kontrolou separatistické Luhanské lidové republiky. K roku 2011 měl přes sedm tisíc obyvatel.

## Poloha a doprava
Zorynsk leží na Lozově, pravém přítoku Luhaně v povodí Severního Doňce. Od Luhansku, správního střediska oblasti, je vzdálen přibližně dvaapadesát kilometrů jihozápadně.
Na jihovýchodním okraji města je stanice Manujilivka na železniční trati z Debalceve do Luhanska.

## Dějiny
Zorynsk byl založen v roce 1930 jako hornická osada Nikanor a v roce 1934 při povýšení na sídlo městského typu byl přejmenován na Olenivku (Оленівка). V roce 1963 došlo  ke sloučení s Manujilivkou a nově vzniklé město bylo pojmenováno Zorynsk.